# Eduard Bernstein

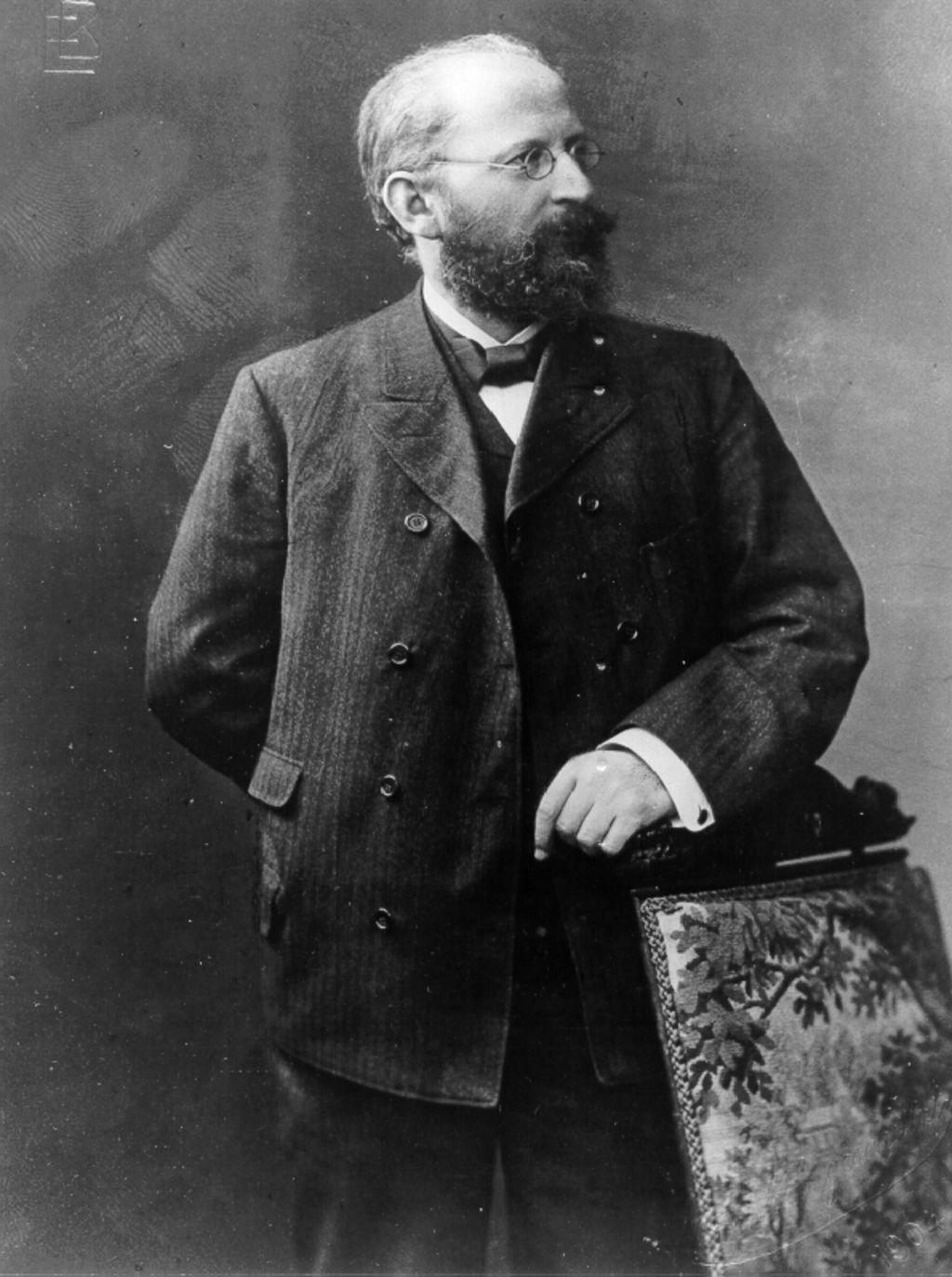
Eduard Bernstein, 1895

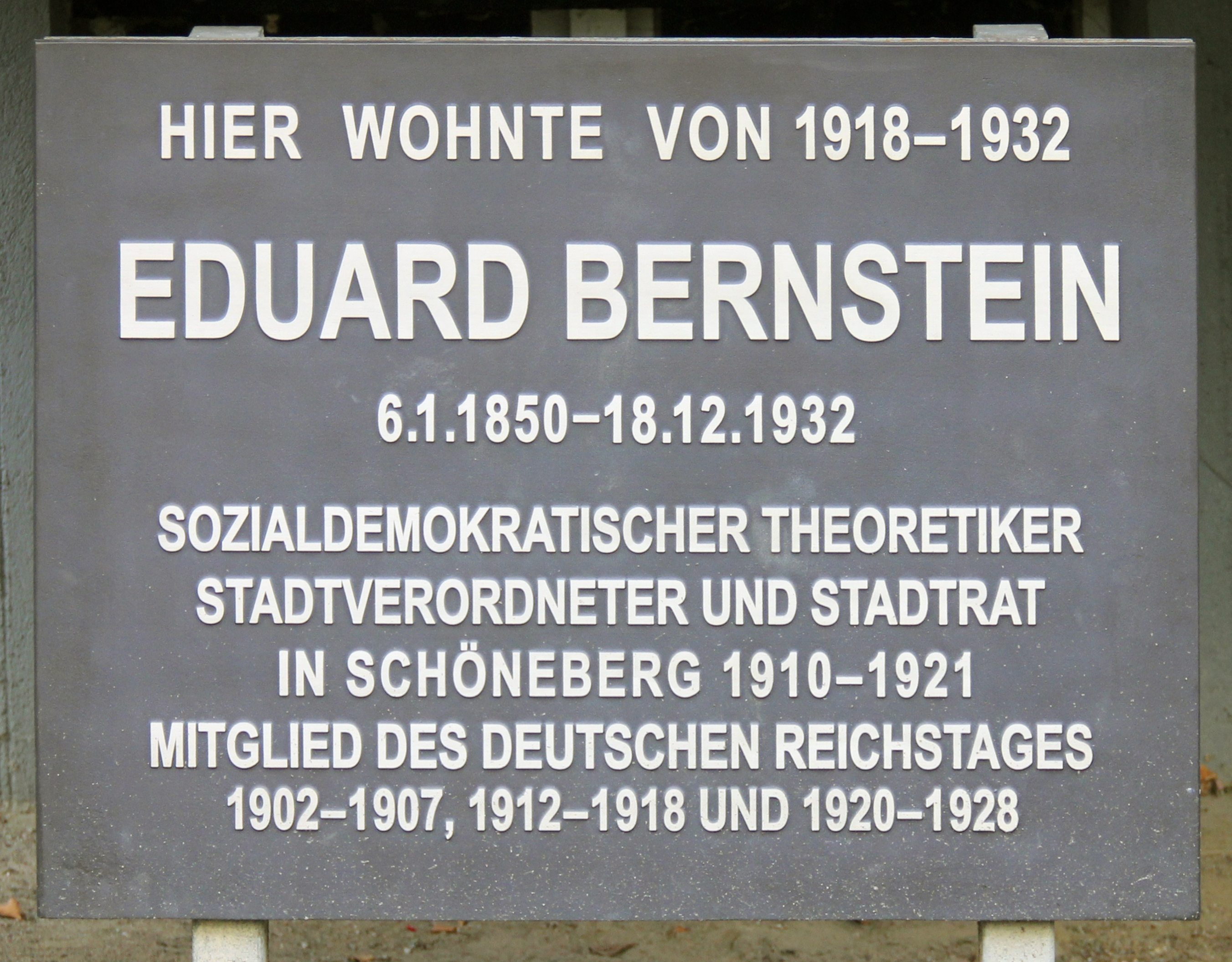
Gedenktafel Bozener Str. 18 (Berlin-Schöneberg) für Eduard Bernstein. Neu eingeweiht am 14. September 2016.

Eduard Bernstein (geboren 6. Januar 1850 in Berlin-Friedrichstadt; gestorben 18. Dezember 1932 in Berlin-Schöneberg) war ein deutscher sozialdemokratischer Theoretiker und Politiker in der SPD und zeitweilig der USPD. Er gilt als Begründer des theoretischen Revisionismus innerhalb der SPD. Während der Zeit des repressiven Sozialistengesetzes zwischen 1878 und 1890 schrieb er in der Zeitung Der Sozialdemokrat unter dem Pseudonym Leo.

## Leben
Bernsteins Eltern gehörten der jüdischen Reformgemeinde an, sein Vater war Lokomotivführer. Bernstein besuchte – trotz Geldmangels der Familie – das Gymnasium, musste es aber 1866 mit 16 Jahren aus finanziellen Gründen verlassen. Von 1866 bis 1878 arbeitete er als Bankkaufmann. 1872 stieß er zu den „Eisenachern“ und trat der Sozialdemokratischen Arbeiterpartei (SDAP) bei. Er bereitete zusammen mit August Bebel und Wilhelm Liebknecht den Einigungsparteitag der SDAP mit dem Allgemeinen Deutschen Arbeiterverein von 1875 in Gotha vor. Die auf dem Parteitag mit der Konzeption des Gothaer Programms vereinigte Partei wurde als Sozialistische Arbeiterpartei (SAP) konstituiert.
1877 trat Bernstein aus der jüdischen Gemeinde aus. Gleichwohl setzte er sich publizistisch weiterhin für jüdische Belange ein und engagierte sich namentlich in der Zeit der Weimarer Republik für den Zionismus (siehe unten).
Nach 1878 war er Privatsekretär des sozialdemokratischen Mäzens Karl Höchberg und arbeitete zur Zeit der Bismarckschen Sozialistengesetze, in der die Aktivitäten der Sozialdemokratie außerhalb des Reichstags verboten waren, zunächst in Zürich. Zwischen 1880 und 1890 war Bernstein Redakteur der Zeitung Der Sozialdemokrat. 1888 wurde er auf preußisches Betreiben aus der Schweiz ausgewiesen und lebte von da an in London. Dort hatte er enge Verbindung zu Friedrich Engels. Nach der 1890 erfolgten Aufhebung der Sozialistengesetze und der Umbenennung der SAP in „Sozialdemokratische Partei Deutschlands“ (SPD) im selben Jahr entstand 1891 das marxistische Erfurter Programm, das Bernstein zusammen mit Karl Kautsky entworfen hatte.
Den Revisionismusstreit Mitte bis Ende der 1890er-Jahre hatte Bernstein noch von seinem Londoner Exil aus ausgelöst. 1901 kehrte er nach Aufhebung des auf ihn ausgestellten Haftbefehls nach Deutschland zurück und wurde 1902–1907, 1912–1918 Mitglied des Reichstages für den Wahlkreis Breslau-West und 1920–1928 für den Wahlkreis 3 Potsdam II.
Obgleich auf den Antrag Karl Kautskys hin der Parteitag von Dresden 1903 die Positionen Bernsteins ablehnte, gewann Bernstein weiterhin an Bedeutung innerhalb der Partei. Nach der Spaltung der SPD während des Ersten Weltkrieges sollte die MSPD den Revisionismus letztlich offiziell als theoretische Grundlage übernehmen. Die Bewertung des Bernsteinschen Revisionismus jedoch schwankt bis heute zwischen begeisterter Zustimmung und entschiedenster Ablehnung.
1913 stimmte Bernstein im Reichstag mit der Fraktionslinken gegen die Rüstungsvorlage. Im Juni 1915 veröffentlichte er gemeinsam mit Hugo Haase und Kautsky einen Aufruf gegen die expansionistischen Kriegsziele der deutschen Regierung und gegen die offizielle Kriegspolitik der SPD. 1917 war Bernstein einer der Mitbegründer der USPD, die sich aus Protest gegen die Burgfriedenspolitik und die kriegsbilligende Haltung der SPD im Ersten Weltkrieg von dieser abspaltete.

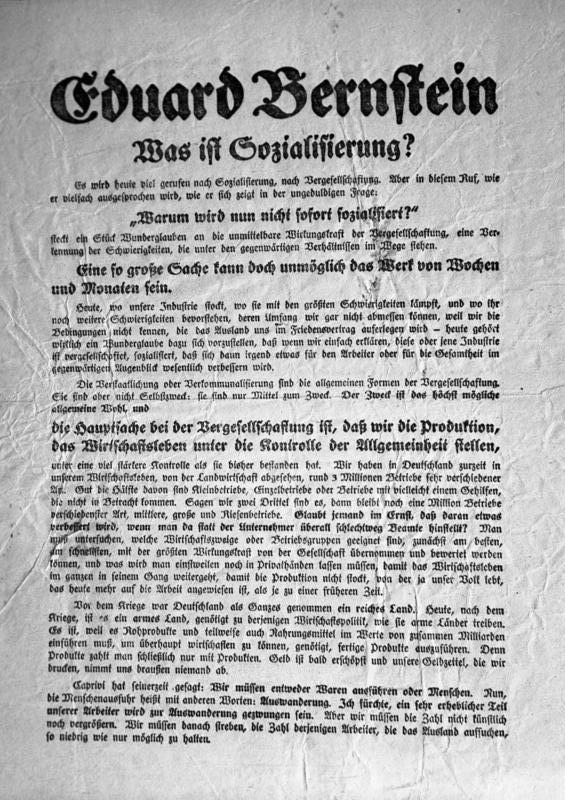
Eduard Bernstein zum Thema: „Was ist Sozialisierung?“, Flugblatt der SPD, 1918

Während des Ersten Weltkrieges zählte Bernstein neben Rosa Luxemburg zu den wenigen deutschen Politikern, die sich gegen den Krieg aussprachen und gegen den Völkermord an den Armeniern protestierten. Nachdem die Kriegsgegner im Reichstag aus der SPD-Fraktion ausgeschlossen wurden, kam es 1917 zur Gründung der USPD, an der auch Bernstein mitwirkte. Nach der Novemberrevolution von 1918/1919, in deren Verlauf es in der USPD zur Bildung zweier Lager gekommen war, ging Bernstein aufgrund seiner im Grunde reformistischen Haltung wieder zurück zur SPD, wohingegen ein anderer Teil der USPD-Mitglieder nach und nach zur neu gegründeten Kommunistischen Partei Deutschlands (KPD) wechselte. Nach der Novemberrevolution war Bernstein als USPD-Mitglied in der Regierung der Volksbeauftragten Beigeordneter im Reichsschatzamt und intensiv um eine Wiedervereinigung von MSPD und USPD bemüht. Zwischen 1910 und 1919 war Bernstein Stadtverordneter in seinem Wohnort, der damals noch eigenständigen Stadt Schöneberg, von 1919 bis 1921 unbesoldeter Stadtrat.
1920 schlug der sozialdemokratische preußische Kultusminister Paul Hirsch der Berliner Friedrich-Wilhelms-Universität vor, dass Bernstein als Gastdozent eine Vorlesung halten dürfe. Während im Jahre 1907 ein Gesuch der „Freien wissenschaftlichen Vereinigung“ für einen Vortrag Bernsteins an der Universität noch abgelehnt worden war, stimmte die zuständige Kommission der philosophischen Fakultät diesmal zu. Bernsteins im Sommersemester 1921 gehaltene Vorlesung erschien 1922 unter dem Titel Der Sozialismus einst und jetzt. Streitfragen des Sozialismus in Geschichte und Gegenwart.
Die Weimarer Nationalversammlung beschloss am 21. August 1919 die Einrichtung eines Untersuchungsausschusses zu Fragen des Kriegsausbruchs, der Kriegsführung, verpasster Friedensmöglichkeiten und der Ursachen des Zusammenbruchs im Ersten Weltkrieg. Dem am 20. Oktober 1919 gebildeten Ersten Unterausschuss zur Untersuchung der Vorgeschichte des Krieges trat Bernstein am 4. März 1920 als Sachverständiger für die deutsch-englischen Beziehungen im Kaiserreich bei. Bernstein bekannte sich darin als einer von nur wenigen Abgeordneten zur deutschen Schuld am Kriegsausbruch und stand damit gegen die Mehrheit der Abgeordneten aus den bürgerlichen Parteien. Dem Gremium gehörte Bernstein bis nach 1929 an.
1919 gab er die Reihe Gesammelte Reden und Schriften von Ferdinand Lassalle heraus.
Unter dem Eindruck verschiedener zionismuskritischer Kampagnen während der Weimarer Republik wurde Bernstein Mitglied von verschiedenen „Pro-Palästina-Komitees“ und Ausschüssen „Für das arbeitende Palästina“.

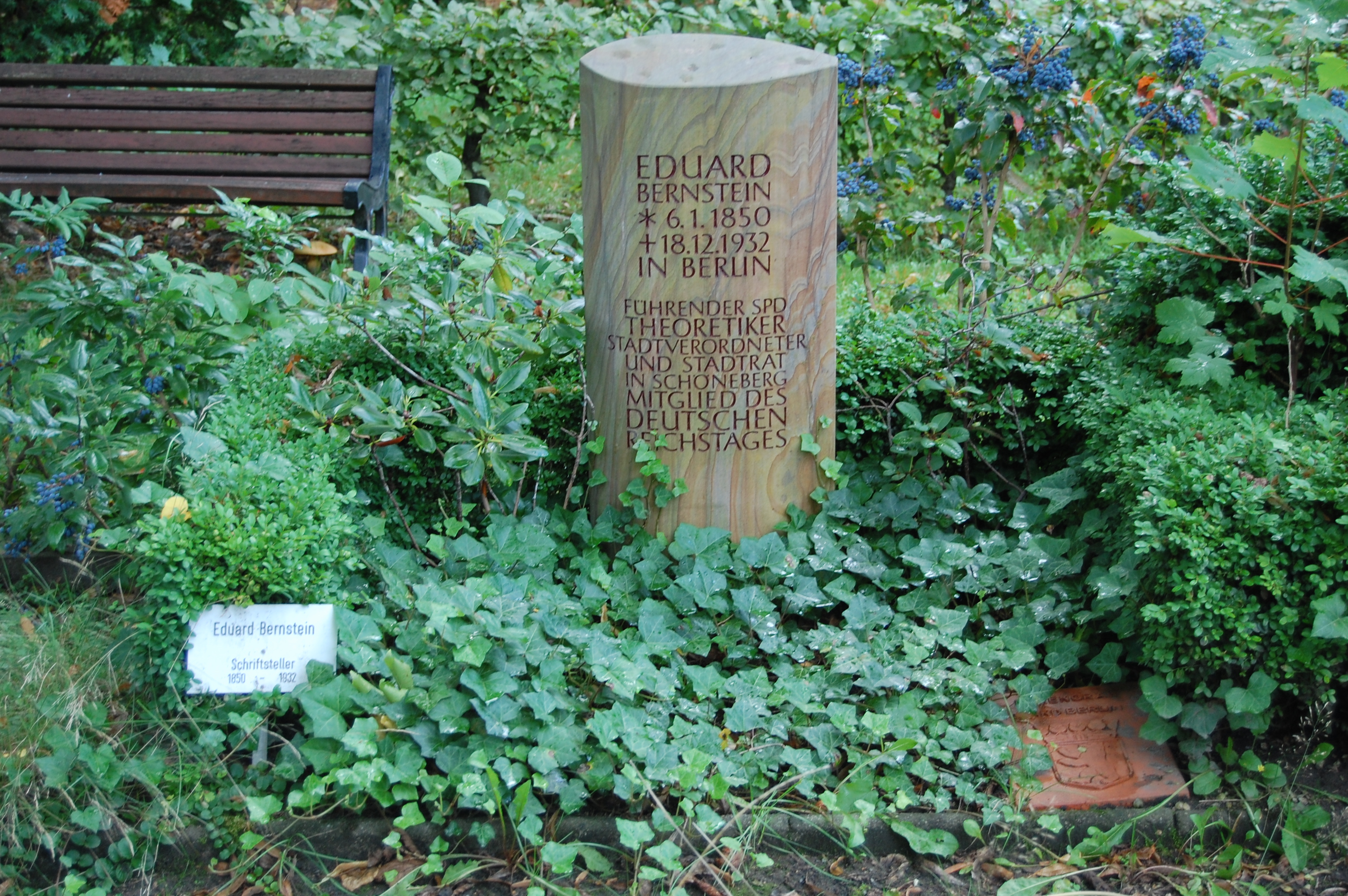
Das Grab Eduard Bernsteins 2010

Bernstein gehörte während der Weimarer Republik der Republikschutzorganisation Reichsbanner Schwarz-Rot-Gold an.

### Privatleben
Bernstein heiratete 1887 die Übersetzerin Regina Zadek, geschiedene Schattner (1849–1923), eine Schwester von Ignaz Zadek senior. Sie brachte aus ihrer ersten Ehe zwei Kinder in die Verbindung ein. 

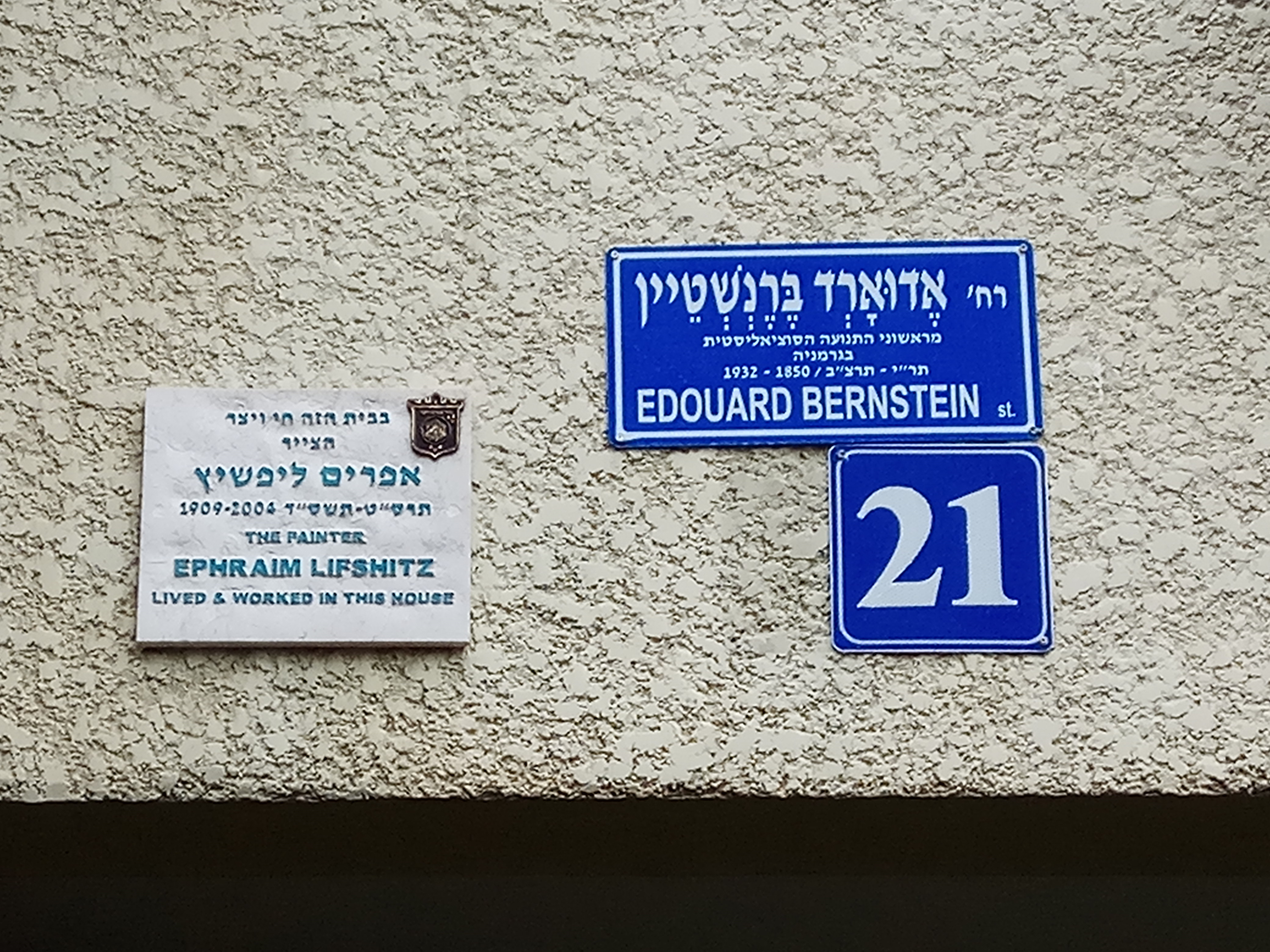
Schild der Rechov Eduard Bernstein-Straße in Tel Aviv neben einer Gedenktafel für den Maler Ephraim Lifschitz

### Ehrungen
- In der Bozener Straße 18 in Berlin-Schöneberg erinnert eine Gedenktafel an ihn, der hier von 1918 bis 1932 wohnte.
- Das Grab von Eduard Bernstein auf dem Friedhof Eisackstraße wurde 1952 bis 2010 als Ehrengrab des Landes Berlin gepflegt. Seit 2016 ist es wieder ein Ehrengrab.[13]
- Mehrere Straßen und Wege wurden nach ihm benannt u. a. in Berlin-Spandau, Bremen-Vahr, Frankfurt am Main, Karlsruhe, Niederursel, Stuttgart und Tel Aviv.[14]

## Theoretische Positionen

### Die Revisionismusdebatte
Zwischen 1896 und 1898 veröffentlichte Bernstein in der Zeitschrift Die Neue Zeit die Artikelserie „Probleme des Sozialismus“, mit der der Revisionismusstreit in der SPD eröffnet wurde. 1899 folgte auf Anregung seines damaligen Freundes Karl Kautsky die Veröffentlichung von Die Voraussetzungen des Sozialismus und die Aufgaben der Sozialdemokratie.

#### Kritik an der Dialektik
In dieser Schrift unterzog Bernstein die bis dahin bestehende marxistische Theorie einer radikalen Kritik: sowohl der Materialismus als auch die Hegelsche Dialektik seien metaphysisch, daher unwissenschaftlich und abzulehnen. Die der Sozialdemokratie zu Grunde liegende Philosophie müsse durch die Überwindung des dialektischen Materialismus und dessen Ersetzung durch den Neukantianismus erneuert werden. Diese Forderung stellte er unter das provokative Motto: „Kant wider Cant“ (englisch: cant; Heuchelei).

### Kritik an der Arbeitswertlehre
Die marxistische Arbeitswertlehre besagt auf den Punkt gebracht, dass sich der Wert einer Ware am Markt über die in ihn eingegangene Arbeitszeit bemisst. Die Bernsteinsche Kritik an der Arbeitswertlehre ist nicht fundamental, Bernstein betont sogar, dass selbige als Metapher zur Offenlegung grundsätzlicher Mechanismen der kapitalistischen Ökonomie bis zu einem gewissen Grade nützlich ist. Er ist der Auffassung, „dass der Arbeitswert absolut nichts als ein Schlüssel ist, ein Gedankenbild wie das beseelte Atom. Ein Schlüssel, der, von der Meisterhand Marx’ gebraucht, zu einer Aufdeckung und Darstellung des Getriebes der kapitalistischen Wirtschaft geführt hat, wie die gleich eindringend, folgerichtig und durchsichtig bisher nicht geliefert wurde, der aber von einem gewissen Punkte ab versagt und daher noch fast jedem Schüler Marx’ verhängnisvoll geworden ist.“ Konkret vermisst Bernstein die Berücksichtigung der Nachfrage in der marxschen Wertkonstruktion, eine Kritik, die man heute als keynesianisch bezeichnen würde. Wird nicht alles abgesetzt, was produziert wurde, dann verliert die Arbeitswertlehre ihre Gültigkeit. Auch in Waren, die nicht gebraucht bzw. gekauft werden, steckt ja Arbeit. Trotzdem sind sie offenbar wertlos. Bernstein sieht daher Probleme in jener konkreten Anwendung der Arbeitswertlehre, die über eine modellhafte Metapher hinausgeht.
Entscheidend ist jedoch der Umstand, dass dies alles für Bernstein kein Grund ist, die marxsche Mehrwerttheorie abzulehnen. Er empfiehlt jedoch, selbige nicht über deduktive Abstraktionen wie die Arbeitswertlehre, sondern über empirische Fakten herzuleiten:

„[…] Die Statistik der Einkommen zeigt uns, dass die nicht in der Produktion tätigen Schichten obendrein einen viel größeren Anteil vom Gesamtprodukt sich aneignen, als ihr Zahlenverhältnis zum produktiven Teil ausmacht. Die Mehrarbeit dieses letzteren ist eine empirische, aus der Erfahrung nachweisbare Tatsache, die keines deduktiven Beweises bedarf. Ob die marxsche Werttheorie richtig ist oder nicht, ist für den Nachweis der Mehrarbeit ganz und gar gleichgültig. Sie ist in dieser Hinsicht keine Beweisthese, sondern nur Mittel der Analyse und Veranschaulichung.“

### Kritik an der These von Polarisierung, Verelendung und Zusammenbruch
Ebenso gebe es auch keine Unternehmenskonzentration im Marxschen Sinne – das Zahlenverhältnis zwischen Groß- und Kleinbetrieben bleibe dauerhaft konstant. Die Zusammenbruchstheorie glaubte Bernstein sogar falsifiziert zu haben: hierzu führt er statistische Daten über die demografische Entwicklung und die Einkommensentwicklung in mehreren europäischen Staaten an, aus denen hervorging, dass der Bevölkerungsanteil der Unternehmer und besserverdienenden Angestellten – im Widerspruch zur Marxschen Theorie – gestiegen war. Daher werde keine proletarische Revolution stattfinden können, da der gebildete Teil der Arbeitnehmerschaft im Gegenteil um die Integration in das bestehende System und um sozialen Aufstieg innerhalb desselben bemüht sei.

### Reform statt Revolution
Von diesen theoretischen Voraussetzungen ausgehend forderte Eduard Bernstein die Abkehr vom Prinzip der Revolution und die Teilhabe am politischen System des Kaiserreichs. Der Sozialismus könne durch Reformen herbeigeführt werden. Bernstein stellt sich gegen die gewaltsame Revolution, prinzipiell hegt er eine Abneigung gegen ein Denken in „Vorher“ und „Nachher“. Diese beinahe religiöse Trennung zwischen einem Diesseits vor der Revolution und einem paradiesischen Jenseits danach war in den verheißungsvollen und pathetischen Reden des 19. Jahrhunderts gang und gäbe. Der vielleicht berühmteste Satz Bernsteins bringt in dieser Sache einen seiner wesentlichen theoretischen Bausteine auf den Punkt. In der Debatte um die Relevanz des Endziels der sozialistischen Bewegung schrieb er: „Das, was man gemeinhin Endziel des Sozialismus nennt, ist mir nichts, die Bewegung alles.“ Bernstein betont explizit, dass er damit weder die Aufgabe von Prinzipien noch die Aufgabe von mittelfristigen konkreten Zielen meint. Er ist vielmehr der Auffassung, dass jede Formulierung eines Endziels ohne „Utopisterei“ nicht auskommt. Der Kern der revisionistisch-reformistischen Weltanschauung Bernsteinscher Prägung liegt darin, den Weg zum Ziel zu erklären.

### Demokratie ist Mittel und Zweck

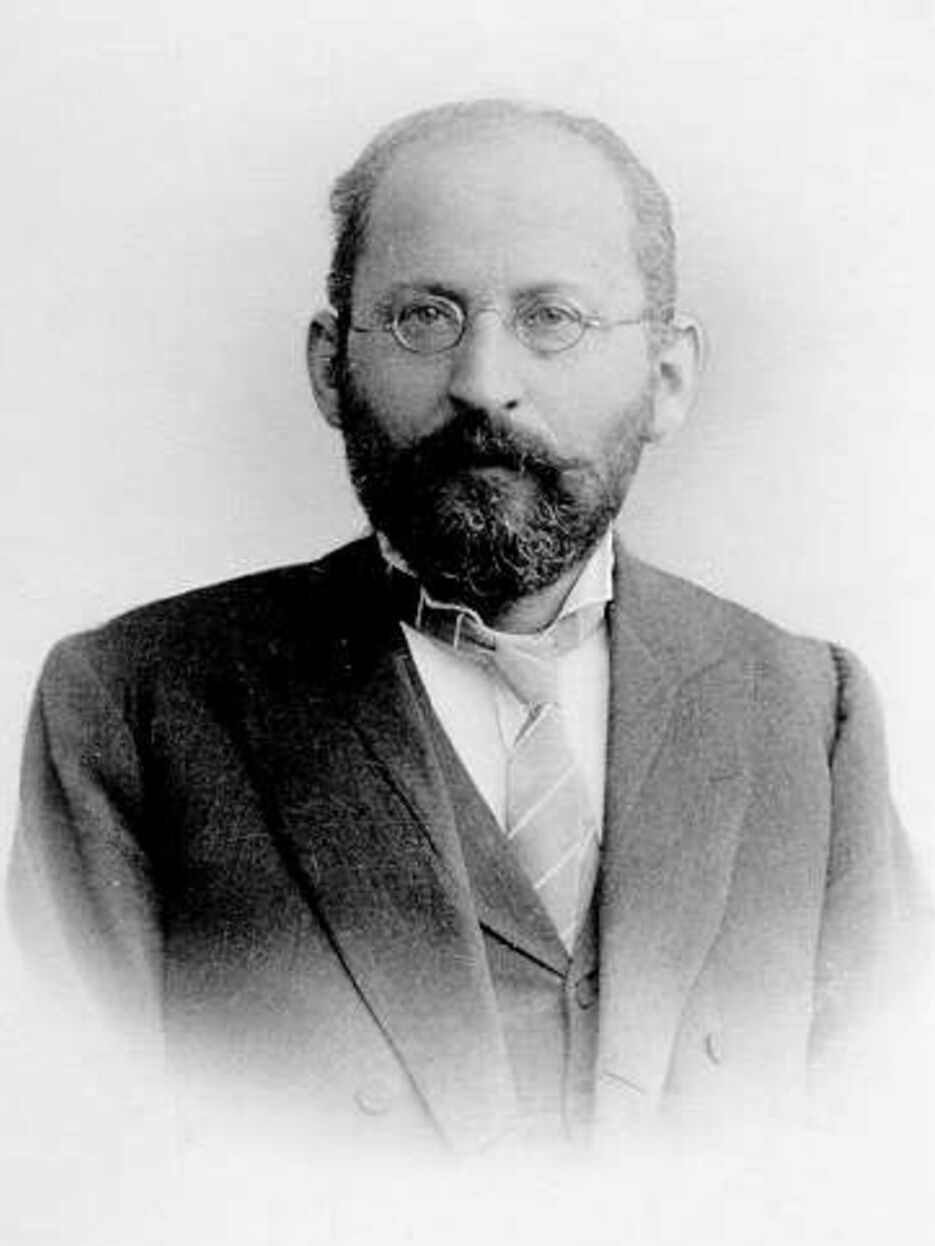
Eduard Bernstein

Die Demokratie ist für ihn nicht nur ein strategisches Kampfmittel, sondern hat einen politischen Wert für sich. „Die Demokratie ist Mittel und Zweck zugleich. Sie ist das Mittel der Erkämpfung des Sozialismus, und sie ist die Form der Verwirklichung des Sozialismus.“ Er bemüht sich, die Demokratie weder über- noch unterzubewerten: „Die Demokratie ist prinzipiell die Aufhebung der Klassenherrschaft, wenn sie auch noch nicht die faktische Aufhebung der Klassen ist.“ Seine Ableitungen für die politische Strategie der Arbeiterbewegung sind klar: „Und die Sozialdemokratie kann dies Werk nicht besser fördern, als wenn sie sich rückhaltlos, auch in der Doktrin, auf den Boden des allgemeinen Wahlrechts, der Demokratie stellt, mit allen sich daraus für ihre Taktik ergebenden Konsequenzen. In der Praxis, das heißt in ihren Handlungen hat sie es schließlich immer getan.“

### Bernstein und die Kolonien
Während Bernstein gegen Chauvinismus und Krieg eingestellt war, sprach er dem Kolonialismus doch das Recht zu, den „Wilden“ in tropischen Ländern den Boden wegzunehmen, weil Europa nämlich über die höhere Kultur verfüge:

„Es ist weder nötig, dass Besetzung tropischer Länder durch Europäer den Eingeborenen Schaden an ihrem Lebensgenuß bringt, noch ist es selbst bisher durchgängig der Fall gewesen. Zudem kann nur ein bedingtes Recht der Wilden auf den von ihnen besetzten Boden anerkannt werden. Die höhere Kultur hat hier im äußersten Fall auch das höhere Recht. Nicht die Eroberung, sondern die Bewirtung des Bodens gibt den geschichtlichen Rechtstitel auf seine Benützung.“

### Bernsteins „Revision“ gegen die „Neue Theorie“
Bernstein verstand seine Kritik durchaus nicht als Generalangriff auf den Marxismus, sondern als Weiterentwicklung des bestehenden, jedoch „die Fortentwicklung und Ausbildung der marxistischen Lehre muss mit ihrer Kritik beginnen.“ Dabei macht er klar, dass es für ihn keine Säulenheiligen gibt: „Ein Irrtum wird dadurch nicht der Forterhaltung wert, dass Marx und Engels ihn einmal geteilt haben“. Er kam bei seinen Vorschlägen für eine Modifikation der marxschen Doktrin gar nicht auf die Idee, sich mit Marx auf Augenhöhe zu sehen. Trotzdem bestand er darauf: „Es kann jemand gegen Marx Recht haben, der ihm an Wissen und Geist nicht entfernt das Wasser reicht.“ Bernstein wollte das Brauchbare beibehalten und das aus seiner Sicht Metaphysische abstoßen. In diesem Zusammenhang beruft er sich auf Kant, um mit dessen Gedankenschärfe das Brauchbare vom Überkommenen zu trennen: „Die Wutanfälle, in die ich damit verschiedene Leute versetzt habe, haben mich nur in der Überzeugung bestärkt, dass der Sozialdemokratie ein Kant not tut, der einmal mit der überkommenen Lehrmeinung mit voller Schärfe kritisch – sichtend ins Gericht geht, […] der mit überzeugender Schärfe bloßlegte, was von dem Werke unserer großen Vorkämpfer wert und bestimmt ist fortzuleben und was fallen muss und fallen kann.“
Mehrfach betont Bernstein, dass es ihm nicht um eine Entsorgung des Marxismus an sich geht: „Indes handelt es sich denn überhaupt um Überwindung des Marxismus oder nicht vielmehr um Abstoßung gewisser Reste von Utopismus, die der Marxismus mit sich herumschleppt und in denen wir die Urquelle der Widersprüche in Theorie und Praxis zu suchen haben, die dem Marxismus von seinen Kritikern nachgewiesen worden sind?“ Er möchte die späteren und seiner Auffassung nach reiferen Texte von Marx und vor allem Engels stärker gewichtet sehen als die Pamphlete aus den Sturm-und-Drang-Zeiten. Wieder weist er darauf hin, dass er damit eine Verbesserung der Theorie und nicht deren Liquidation intendiert: „Der Grundgedanke der Theorie verliert dadurch nicht an Einheitlichkeit, aber die Theorie selbst gewinnt an Wissenschaftlichkeit.“ Seine eigene Tätigkeit betrachtet Bernstein in diesem Zusammenhang als Überzeugungsarbeit für einen Paradigmenwechsel innerhalb der marxistischen Doktrin: „So können die Irrtümer einer Lehre nur dann als überwunden gelten, wenn sie als solche von den Verfechtern der Lehre anerkannt sind. Solche Anerkennung bedeutet noch nicht den Untergang der Lehre.“
Bernstein verlangte eine partielle Revision der bestehenden Lehre, um die vorhandenen Widersprüche aufzulösen. Dabei sollte man sich nicht scheuen, die alten heiligen Dogmen anzugreifen: „Wer sich aber nur ein wenig theoretischen Sinn bewahrt hat, für wen die Wissenschaftlichkeit des Sozialismus nicht auch bloß ein Schaustück ist, das man bei festlichen Anlässen aus dem Silberschrank nimmt, sonst aber unberücksichtigt lässt, der wird, sobald er sich dieser Widersprüche bewusst wird, auch das Bedürfnis empfinden, mit ihnen aufzuräumen. Darin und nicht im ewigen Wiederholen der Worte der Meister beruht die Aufgabe der Schüler.“ Nicht nur den Schülern räumt Bernstein die geistige Freiheit ein, Gedanken nicht nur zu interpretieren, sondern selbst weiterzuentwickeln, auch politischen Gegnern gesteht er zu, mit ihrer Kritik gelegentlich ins Schwarze zu treffen. Sollte dies der Fall sein, hat man das Kritisierte zu modifizieren und nicht die Kritik wegen ihrer Herkunft zu ignorieren: „Eine Wahrheit verliert dadurch nicht an Gewicht, dass sie ein antisozialistischer oder nicht vollwichtig sozialistischer Ökonom zuerst gefunden oder dargestellt hat.“

### Wirkung
Seine Positionen führten zum Bruch mit Karl Kautsky und dem marxistischen Zentrum der SPD, sie lösten innerhalb der gesamten Sozialdemokratie eine Welle des Protests aus. Zeitweilig beabsichtigte August Bebel, den Ausschluss Eduard Bernsteins aus der SPD zu erwirken – ein Vorhaben, von dem er abließ, da derselbe bereits eine große Anhängerschaft gewonnen hatte, sodass die Gefahr einer Abspaltung der Revisionisten und der Gründung einer separaten reformistisch-sozialdemokratischen Partei bestand. Die heftigen Reaktionen auf sein Buch Die Voraussetzungen des Sozialismus und die Aufgaben der Sozialdemokratie erklärt er so, „dass hier zum ersten Male von einem der marxistischen Schule zugehörigen Sozialisten an einer Reihe von Sätzen des Marxismus selbst Kritik geübt wurde, während bis dahin die Diskussion unter Marxisten fast immer nur um die Auslegung solcher Sätze.“ Aus heutiger Sicht kann festgestellt werden, dass Bernstein tatsächlich eine neue theoretische Denkrichtung geschaffen hatte. Selbst wenn es schon vor der vollständigen Übernahme der marxistischen Lehre in die Sozialdemokratie durch den Gothaer Parteitag 1875 reformorientierte Strömungen in der SPD gab, so war Bernsteins Werk der erste vollständige und theoretisch fundierte Entwurf sozialdemokratisch-reformistischer Politik, ein Umstand, der in dieser Form jedoch zu keinem Zeitpunkt von der SPD wahrgenommen wurde. So sagt der ehemalige österreichische Bundeskanzler Bruno Kreisky über Bernstein: „Die deutsche Sozialdemokratie wurde reformistisch, sie hat sich so sehr auf den Kurs des Reformsozialisten Eduard Bernstein eingelassen, dass die Welt es gar nicht merkte. Man hatte sogar vergessen, dass Bernstein zu jener Zeit noch lebte. Er ist ganz still gestorben, ohne dass man ihm die Ehre erwiesen hätte, die ihm gebührte.“
Horst Heimann stellte in diesem Zusammenhang fest: „Im Godesberger Programm von 1959 hatte sich die SPD endgültig vom orthodox-marxistischen Sozialismusbegriff abgewandt und das von Bernstein begründete revisionistisch-reformistische Sozialismuskonzept zur Grundlage ihres theoretisch-programmatischen Selbstverständnisses gemacht. Aber den meisten Sozialdemokraten war dieser Zusammenhang zwischen Bernsteins Revisionismus und dem Godesberger Programm nie bewusst.“ Nur die wenigsten konnten diesen theoriegeschichtlichen Zusammenhang herstellen, so beispielsweise der ehemalige deutsche Bundesminister Carlo Schmid, der 1964 zur 100-Jahr-Feier der Sozialistischen Internationale in Brüssel feststellte: „Eduard Bernstein hat auf der ganzen Linie gesiegt.“ Weder Bernstein selbst noch die Verfasser des Godesberger Programms haben letztlich begriffen, dass Bernstein in Abgrenzung zur marxistischen Orthodoxie der geistige Vater der Sozialdemokratie wurde. Bruno Kreisky würdigt dies mit der Bemerkung; „Er (Bernstein) war ja in Wirklichkeit der große politische Reformator, nicht Marx.“
Bernsteins Gegner warfen ihm vor, sich mit seinen Ansichten außerhalb des Marxismus gestellt zu haben und zum bürgerlichen Demokraten geworden zu sein. Bernstein teilte diese Auffassung zeit seines Lebens nicht. Im historischen Rückblick gibt es jedoch viele Argumente, die dafür sprechen, dass er eine neue politische Theorie außerhalb der marxistischen Doktrin geschaffen hatte. Thomas Meyer stellt in seinem Buch Bernsteins konstruktiver Sozialismus, der ersten umfassenden wissenschaftlichen Gesamtdarstellung des theoretischen Werks Bernsteins, fest, dass dieser nicht nur, wie manche meinen, die Theorie von Marx kritisiert hat, sondern selbst einen alternativen Theorieansatz des Sozialismus konzipiert hat.

### Bernsteins Stellung innerhalb der Sozialdemokratie

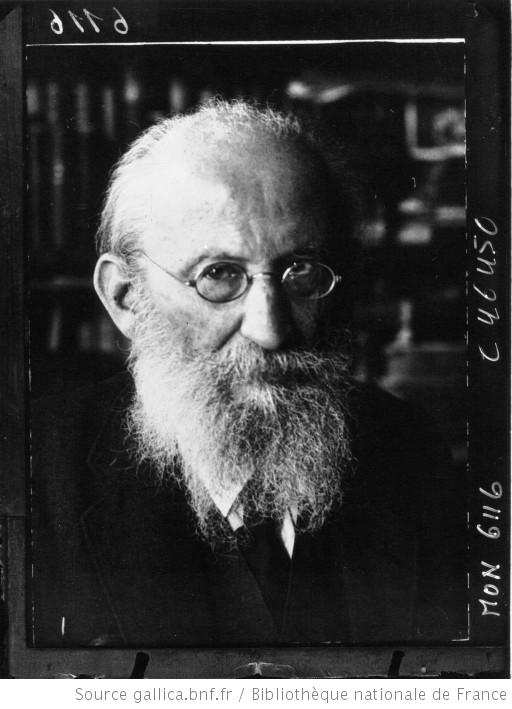
Eduard Bernstein im Jahr 1932, wenige Monate vor seinem Tod (Fotografie von Robert Sennecke)

Bernsteins Reformismus war in der Theorie sehr viel weniger radikal als die vom marxistischen Zentrum propagierte Doktrin. Bernstein warf seinen Gegnern jedoch vor, ihren theoretischen Radikalismus zur Phrase verkommen zu lassen und in der Praxis ganz reformistisch zu agieren. Tatsächlich war Bernstein in wichtigen praktischen Fragen durchaus radikaler als die Parteiführung. Diese punktuelle Radikalität wurde selbst von dem einst orthodoxen Marxisten und heutigen Politikwissenschaftler in Köln Christoph Butterwegge zugestanden. Er weist in einem Text von 1976 darauf hin, dass Bernstein
- die Intention hatte, gemeinsam mit der bürgerlichen Mittelklasse eine Allianz gegen das Monopolkapital zu bilden,
- für eine Vergesellschaftung der Monopolkapitalbetriebe eintrat,
- für den politischen Massenstreik und andere außerparlamentarische Kampfmittel eintrat, etwa zur Durchsetzung eines fairen Wahlrechts in Preußen,
- sich in der Frage der Kriegskredite schon 1915 mit einer konsequent antimilitaristischen Haltung gegen die Mehrheit in der Sozialdemokratie stellte und 1917 zu einem der Gründungsmitglieder der USPD wurde.

Zu dieser Auflistung von Butterwegge kommt vor allem Bernsteins antinationalistische Haltung nach 1918 hinzu. Er wollte die SPD und Deutschland dazu bewegen, die deutsche Kriegsschuld einzugestehen, wie Teresa Löwe in einer ausführlichen Untersuchung feststellt. Obwohl man ihm selbst wenig Instringenz zwischen Rede und Tat vorwerfen kann, fällt es letztlich nicht leicht, Bernstein zu kategorisieren. Ein sehr positives Urteil fällt Horst Heimann, der Bernstein Standhaftigkeit in einem Umfeld attestiert, das die Orientierung verloren hat. Heimann fragt, ob Bernstein nicht immer auf der richtigen Seite gestanden sei: vor dem Krieg auf jener derer, die die Lücke zwischen Phrase und Tat schließen wollten, während des Krieges auf Seiten der Antimilitaristen und nach dem Krieg auf der Seite jener, die den deutschen Nationalismus direkt konfrontieren wollten.

## Schriften

### Selbständige Schriften (Auswahl)

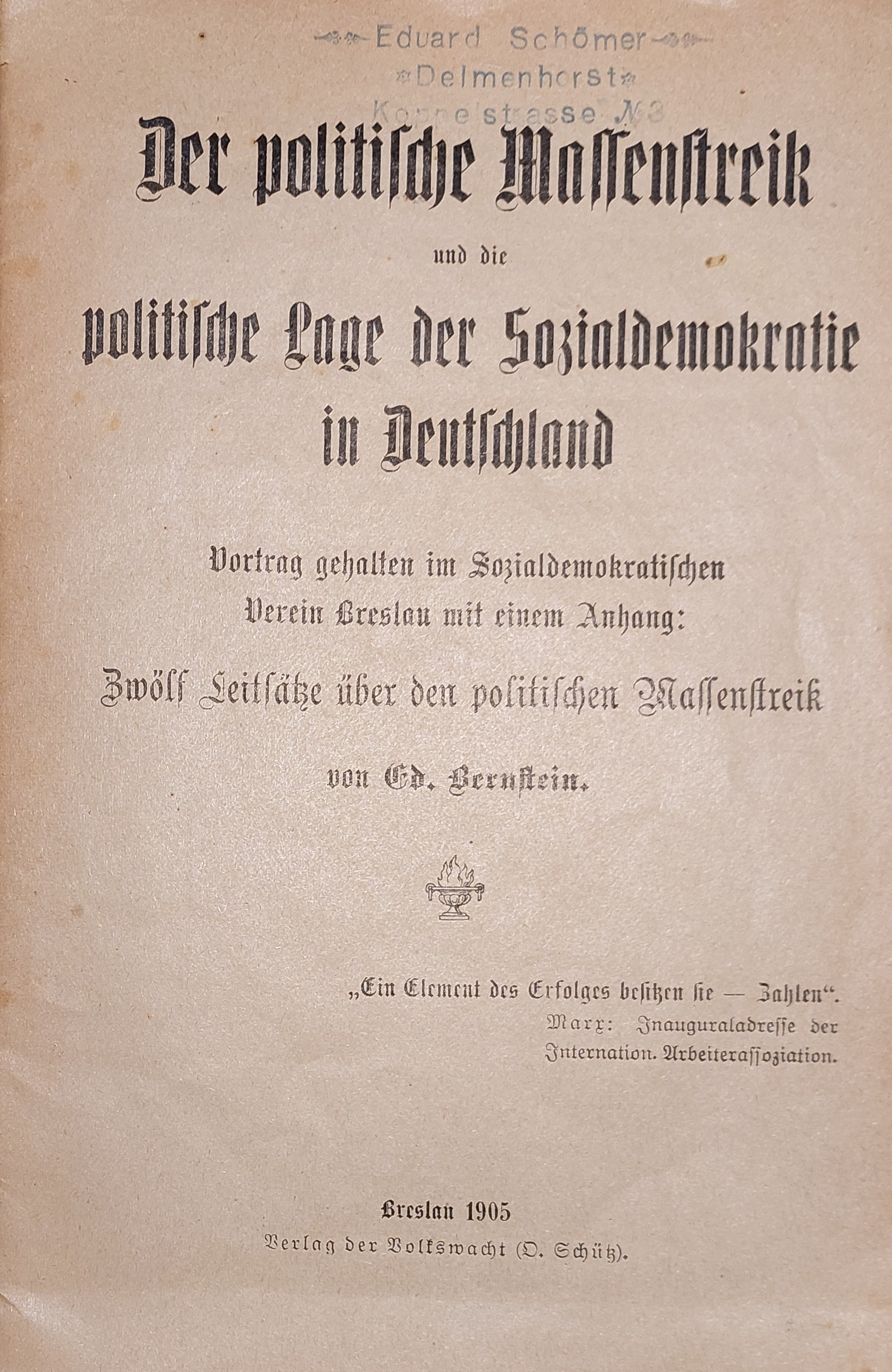
Der politische Massenstreik und die politische Lage der Sozialdemokratie in Deutschland. Vortrag in Breslau, 29. Mai 1905

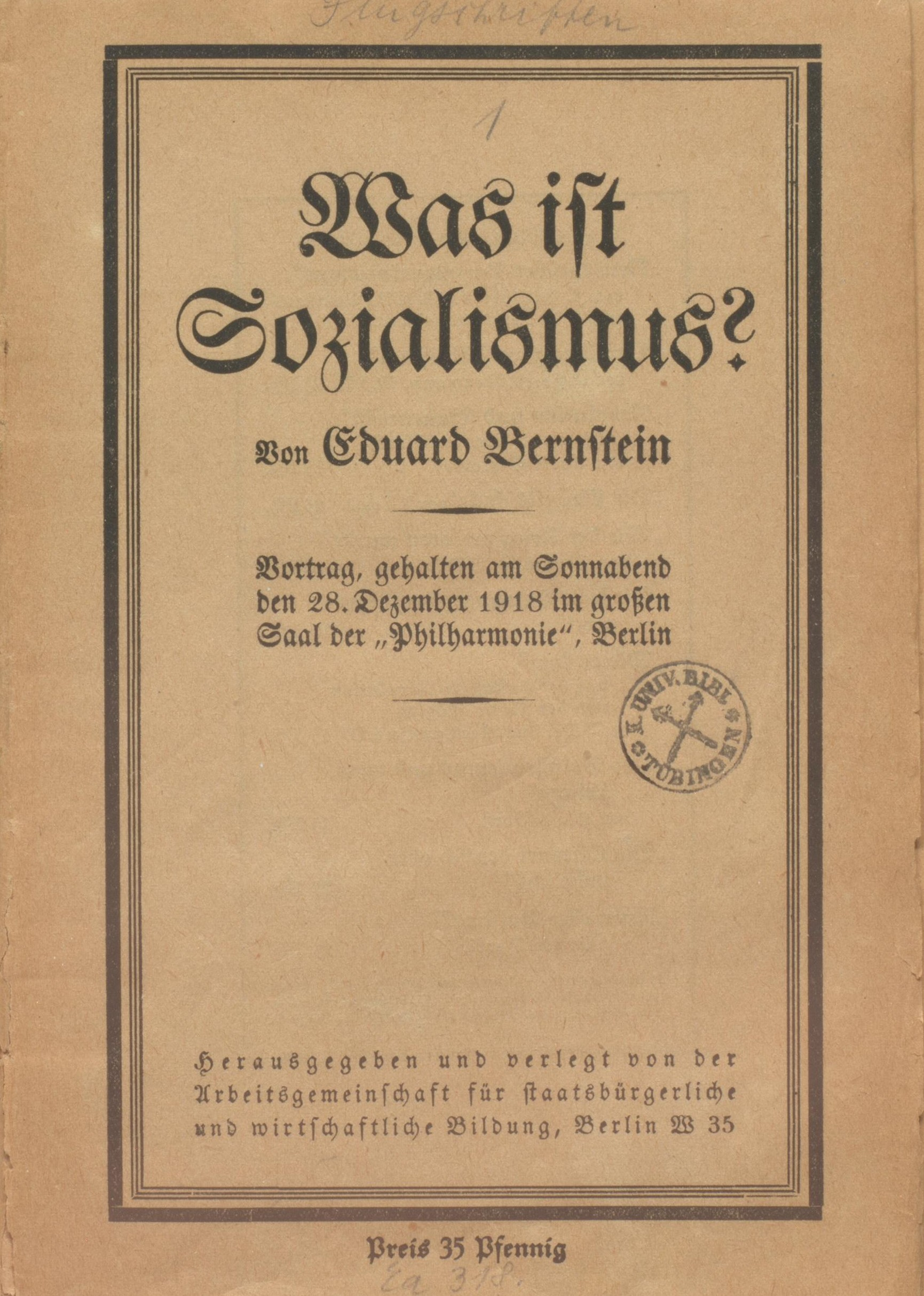
Was ist Sozialismus? Vortrag in der Berliner Philharmonie, 28. Dezember 1918

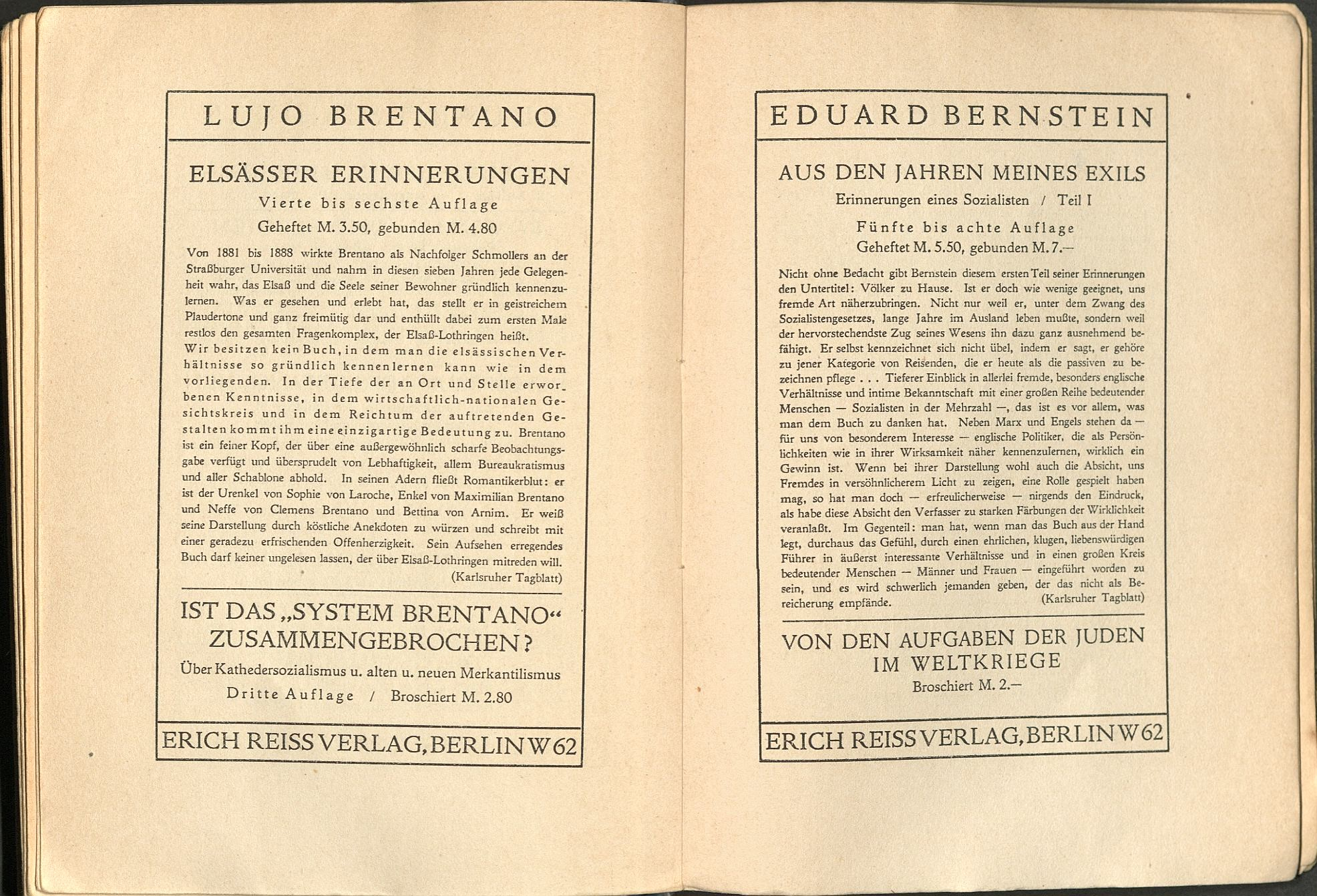
Anzeige bei Erich Reiss (1918)

- Die Voraussetzungen des Sozialismus und die Aufgaben der Sozialdemokratie. J. H. W. Dietz, Stuttgart 1899 Digitalisat (Neudruck: Dietz-Verlag, Berlin 1991, ISBN 3-320-01582-6).
- Zur Geschichte und Theorie des Socialismus gesammelte Abhandlungen. Akademischer Verlag für soziale Wissenschaften, Berlin 1901 Digitalisat.
- Zur Theorie des Lohngesetzes und Verwandtes. Probleme des Socialismus. Socialistische Controversen. Dümmler, Berlin 1901 (Neue umgearb. und ergänzte Ausg. 4. Aufl. 1904).
- Ferdinand Lassalle und seine Bedeutung für die Arbeiterklasse. Zu seinem vierzigsten Todestage. Berlin 1904.
- Die Geschichte der Berliner Arbeiterbewegung. Teil 1: Vom Jahre 1848 bis zum Erlaß des Sozialistengesetzes. Teil 2: Die Geschichte des Sozialistengesetzes in Berlin. Teil 3: Fünfzehn Jahre Berliner Arbeiterbewegung unter dem gemeinen Recht. Buchhandlung Vorwärts, Berlin 1907–1910 (Reprint: Detlev Auvermann, Glashütten im Taunus 1972).
- Sozialismus und Demokratie in der englischen Revolution. Dietz, Stuttgart 1908 (zweite, durchgesehene, vermehrte und illustrierte Auflage; 1. Auflage erschien als 5. Abschnitt von Kautsky/Bernstein (Hrsg.): Die Geschichte des neueren Sozialismus in Einzeldarstellungen. Bd. 1. Dietz, Stuttgart 1895–1898).
- Die Arbeiterbewegung. Rütten & Loening, Frankfurt a. M. 1910 (Neudruck: Metropolis-Verlag, Marburg 2008, ISBN 978-3-89518-651-6).
- Aus den Jahren meines Exils. Erinnerungen eines Sozialisten. Reiß, Berlin 1918 (Völker zu Hause) Digitalisat.
- Der Streik. Sein Wesen und sein Wirken. Rütten & Loening, Frankfurt am Main 1920.
- Die Deutsche Revolution von 1918/19. Geschichte der Entstehung und ersten Arbeitsperiode der deutschen Republik. Verlag für Gesellschaft und Erzierhung, Berlin-Fichtenau 1921 (Neudruck: Dietz, Bonn 1998, ISBN 3-8012-0272-0).
- Das Görlitzer Programm der Sozialdemokratischen Partei Deutschlands. Eingeleitet und gemeinverständlich erläutert. Verlag für Sozialwissenschaften, Berlin 1922.
- Was ist Sozialismus? Streitfragen des Sozialismus in Vergangenheit und Gegenwart. J. H. W. Dietz Nachf., Berlin 1922. (2. verm. Aufl. 1923) (Neudruck: Dietz, Berlin/Hannover u. a. 1975, ISBN 3-8012-1082-0).
- Die Berliner Arbeiterbewegung von 1890 bis 1905. Illustriert mit Bildern und Dokumenten aus der Zeit. J. H. W. Dietz Nachf., Berlin 1924.
- Sozialdemokratische Lehrjahre. Der Bücherkreis, Berlin 1928 (Neudruck: Dietz-Verlag, Berlin 1991, ISBN 3-320-01583-4).
- Entwicklungsgang eines Sozialisten. Meiner, Leipzig 1930.
- Ludger Heid (Hrsg.): „Ich bin der Letzte, der dazu schweigt.“ Texte in jüdischen Angelegenheiten. Verlag für Berlin-Brandenburg, Potsdam 2004, ISBN 3-935035-54-3.

### Zeitschriftenartikel (Auswahl)
- Leo: Das Recht auf Arbeit. In: Der Sozialdemokrat. Zürich 1883, Nr. 44.
- Leo: Der Sozialismus und der Staat. In: Der Sozialdemokrat. Zürich 1883, Nr. 52.
- Leo: Zur Naturgeschichte der Volkspartei. In: Der Sozialdemokrat. Zürich 1884, Nr. 18.
- Leo: Produktivassoziationen mit Staatskredit. In: Der Sozialdemokrat. Zürich 1884, Nr. 26.
- Leo: Über ‚prinzipielle Fragen‘. In: Der Sozialdemokrat. Zürich 5. Februar 1885.
- Artikel in der Wochenzeitung Soziale Praxis.
- 169 Artikel in der Zeitschrift Die Neue Zeit. Online Suche nach Person Eduard Bernstein[40]
- 177 Artikel in der Zeitschrift Sozialistische Monatshefte. Online Suche nach Person Eduard Bernstein.

### Herausgeber (Auswahl)
- Dokumente des Sozialismus. Hefte für Geschichte, Urkunden und Bibliographie des Sozialismus. Berlin 1902–1905 (Reprint: Detlev Auvermann 1968)
- Intime Briefe Ferdinand Lassalles an Eltern und Schwester. Buchhandlung Vorwärts, Berlin 1905
- Karl Marx. Lohn, Preis und Profit. Vortrag, gehalten im Generalrat der „Internationale“ am 26. Juni 1865. Buchhandlung Volksstimme, Frankfurt 1908
- David Lloyd George: Bessere Zeiten. Diederichs, Jena 1911
- Der Briefwechsel zwischen Friedrich Engels und Karl Marx. 1844 bis 1883 Hrsg. von A. Bebel und Ed. Bernstein. 4 Bde. J. H. W. Dietz, Stuttgart 1913
- Grundsätze des Kommunismus von Friedrich Engels. Aus dessen Nachlaß. Buchhandlung Vorwärts, Berlin 1914
- Dokumente zum Weltkrieg 1914. 18 Hefte. Buchhandlung Vorwärts, Berlin 1914–1915
- Po und Rhein, Savoyen, Nizza und der Rhein. Zwei Abhandlungen von Friedrich Engels. J. H. W. Dietz Nachf., Stuttgart 1915 (Kleine Bibliothek 32)
- Ferdinand Lassalle. Gesammelte Reden und Schriften. 12 Bde. Cassierer, Berlin 1919–1920
- August Bebel. Die Frau und der Sozialismus. Jubiläumsausgabe. J. H. W. Dietz Nachf., Berlin 1929

### Briefwechsel
- Die Briefe von Friedrich Engels an Eduard Bernstein. Mit Briefen von Karl Kautsky an ebendenselben hrsg. von Eduard Bernstein. J. H. W. Dietz Nachf., Berlin 1925
- Briefwechsel mit August Bebel und Karl Kautsky sowie Briefe von und an Ignaz Auer, Eduard Bernstein, Adolf Braun, Heinrich Dietz, Friedrich Ebert, Wilhelm Liebknecht, Hermann Müller und Paul Singer / Victor Adler. Gesammelt und erl. von Friedrich Adler. Hrsg. vom Parteivorstand der Sozialistischen Partei Österreichs. Verlag der Wiener Volksbuchhandlung, Wien 1954
- Eduard Bernsteins Briefwechsel mit Friedrich Engels. Hrsg. von Helmut Hirsch. Van Grocum, Assen 1970 (Quellen und Untersuchungen zur Geschichte der deutschen und österreichischen Arbeiterbewegung. Neue folge 1)
- Eduard Bernsteins Briefwechsel mit Karl Kautsky. 1895–1905. Eingel. und hrsg. von Till Schelz-Brandenburg unter Mitarb. von Susanne Thurn. Campus Verlag, Frankfurt am Main 2003 (Quellen und Studien zur Sozialgeschichte 19) ISBN 3-593-37238-X
- Eduard Bernsteins Briefwechsel mit Karl Kautsky. 1912–1932. Eingel. und hrsg. von Eva Bettina Görtz unter Verwendung von Vorarbeiten von Jürgen Rojahn und Tine Koldehofe. Campus Verlag, Frankfurt am Main 2011 (Quellen und Studien zur Sozialgeschichte 22)